# Hénia Suchar
Pour les articles homonymes, voir Ziv.
Hénia Suchar ou Henia Suchar est une actrice israélienne et française née le 15 janvier 1932 à Cernăuți dans le royaume de Roumanie (aujourd'hui Tchernivtsi en Ukraine) et morte le 5 février 2010 dans le 10e arrondissement de Paris (France).
Elle est créditée sous différents patronymes :
- Hénia Suchar ou Henia Suchar
- Hénia Ziv ou Henia Ziv
- Henia Sucar-Ziv ou Henya Sucar-Ziv

## Biographie
Hénia Suchar a grandi à Tel-Aviv, en Israël, où elle termine une formation de pianiste classique. Boursière au Conservatoire National de Musique à Paris, elle poursuit ensuite des études de théâtre et commence une carrière de comédienne. Épouse du comédien Jacques Bouvier, de qui elle a une fille, elle a été la compagne du réalisateur Bernard Paul puis celle du chanteur Georges Moustaki. Elle a vécu durant 35 ans avec l'urbaniste Edward Grinberg. Elle est décédée le 5 février 2010 à Paris.
Au cinéma, elle est « Christiane » dans Les Grandes Gueules de Robert Enrico (1965), « la mère de Claude » dans le film autobiographique de Claude Berri, Le Cinéma de papa (1970), « la femme » dans le premier film du réalisateur Moshé Mizrahi, Le Client de la morte-saison (1970).
On l'aperçoit également dans deux réalisations importantes de René Clément (Le Jour et l'Heure en 1963 et Paris brûle-t-il ? en 1966).
Chanteuse auteure interprète, elle sort trois disques.
Dans Le Temps de vivre, premier long métrage du cinéaste Bernard Paul, elle est la voix off de la chanson homonyme composée pour le film par l'auteur-compositeur-interprète Georges Moustaki, que celui-ci reprend la même année avec le succès que l'on connaît dans son album Le Métèque (1969).
Les apparitions d'Hénia Suchar au cinéma s'interrompent après le premier long métrage de Gabriel Aghion, La Scarlatine (1983) ; l'artiste s'exprime ensuite par ses tapisseries chatoyantes créées à partir de textiles de récupération, qu'elle expose en France et à l'étranger.
Présidente de l'association Voiture Ville, elle promeut le projet Domobile, nouveau concept urbain, en collaboration avec son compagnon Edward Grinberg.
Elle meurt à Paris en 2010, âgée de 78 ans.

## Filmographie
- 1960 : Le Cercle vicieux de Max Pécas : Manuella
- 1962 : Le Diable et les Dix Commandements de Julien Duvivier : Catherine Mayeux
- 1963 : Le Jour et l'Heure de René Clément : la résistante en bleu
- 1965 : Les Grandes Gueules de Robert Enrico : Christiane
- 1966 : Paris brûle-t-il ? de René Clément : la standardiste à la préfecture
- 1967 : La Vingt-cinquième Heure d’Henri Verneuil : Nora
- 1968 : Provinces (émission La Chevelure d'Atalante), réalisation de Robert Mazoyer
- 1969 : Le Temps de vivre de Bernard Paul : voix chantée de Marina Vlady (final)
- 1970 : Le Client de la morte-saison (Ore'ach B'Onah Metah) de Moshé Mizrahi : la femme
- 1970 : Le Cinéma de papa de Claude Berri : la mère
- 1972 : L'aventure c'est l'aventure de Claude Lelouch : une militante
- 1980 : Le Dernier Métro de François Truffaut : Yvonne, la femme de chambre
- 1983 : La Scarlatine de Gabriel Aghion : Yaël